# Sewernaja schelesnaja doroga

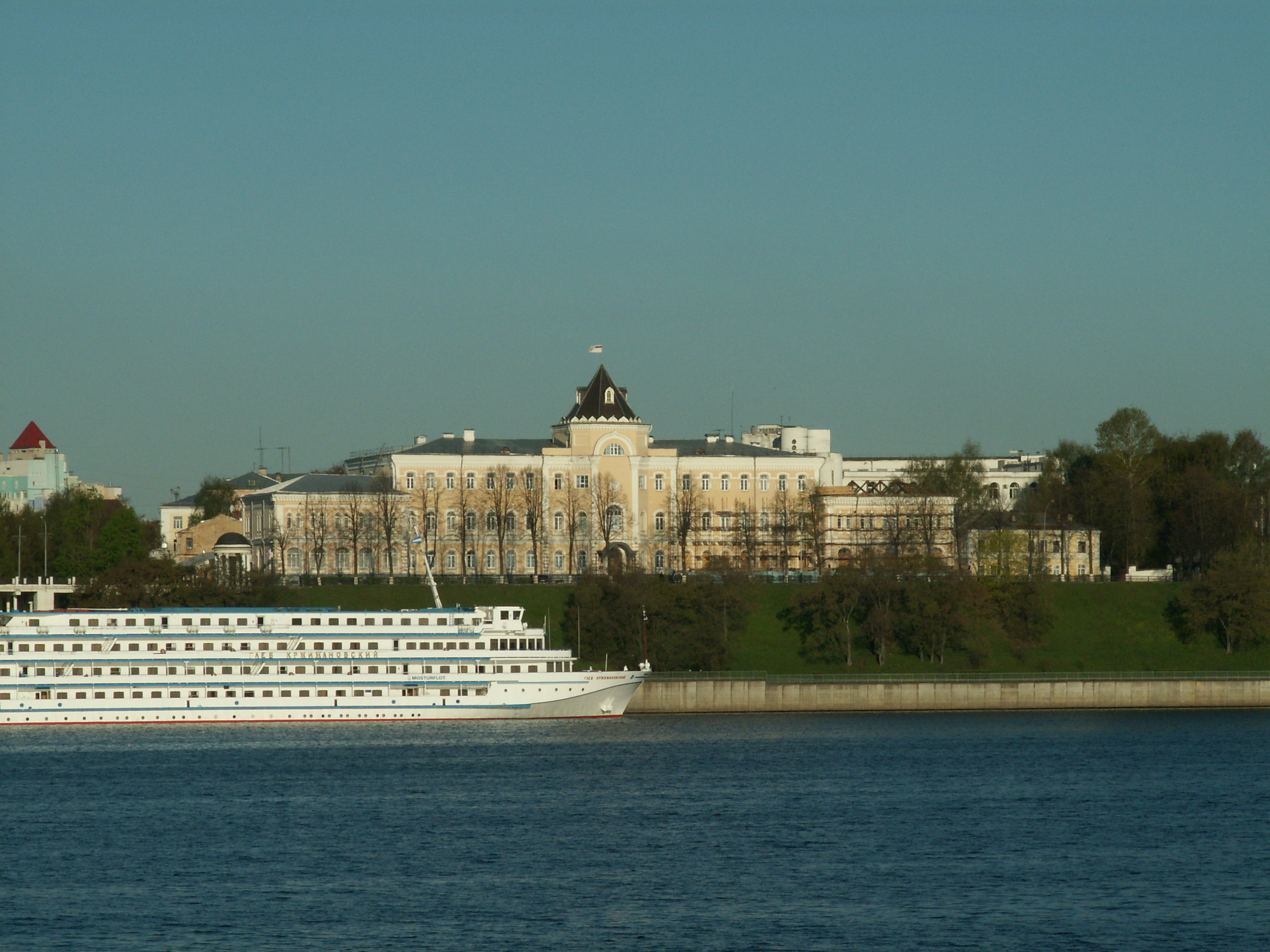
Verwaltungsgebäude der Nordbahn an der Wolgapromenade in Jaroslawl

Die russische Nordbahn (russisch Северная железная дорога Sjewjernaja schjelesnaja doroga, abgekürzt СЖД) ist eine der 16 eigenständigen Regionalgesellschaften der Russischen Staatsbahnen (RŽD) mit einem knapp 6000 Kilometer langen Streckennetz im Norden und Nordosten des europäischen Teils Russlands. Der Verwaltungssitz der Gesellschaft befindet sich in Jaroslawl, die von der Nordbahn betriebenen Strecken befinden sich in den Oblasten Jaroslawl, Kostroma, Iwanowo, Wologda und Archangelsk sowie in der Republik Komi.

## Geschichte
Der Bau der ersten Teilstrecke der späteren Russischen Nordbahn begann 1867 mit der Schuja-Iwanowo-Eisenbahn. Sie verband den Bahnhof Nowki (Новки) an der Strecke Moskau–Nischni Nowgorod mit Iwanowo und wurde im September 1868 eröffnet. Im Februar 1871 wurde die Verlängerung nach Kineschma an der Wolga eröffnet. Weiter westlich baute die 1868 gegründete Moskau-Jaroslawler-Eisenbahn ebenfalls eine Verbindung zur Wolga, indem sie die 1862 eröffnete Strecke Moskau–Sergijew Possad bis Jaroslawl verlängerte und im Januar 1870 eröffnete. Im Jahre 1872 wurde eine kapspurige Strecke von Jaroslawl nach Wologda eröffnet, deren Bahnhof in Jaroslawl am Nordufer der Wolga lag. 1887 folgte die Strecke von Jaroslawl über Nerechta nach Kostroma weiter wolgaabwärts. 1894 änderte die Gesellschaft ihren Namen in Moskau-Jaroslawl-Archangelsk-Eisenbahn und 1897 erreichte die Schmalspurstrecke den Nordmeerhafen Archangelsk, die erst 1916 unter der Nordbahn auf russische Breitspur umgebaut wurde. Bereits im Juni 1895 übernahm die Moskau-Jaroslawl-Archangelsk-Eisenbahn die Schuja-Iwanowo-Eisenbahn und schaltete damit einen Konkurrenten im Verkehr zwischen Moskau und den Wolgahäfen aus. Das Streckennetz der Moskau-Jaroslawl-Archangelsk-Eisenbahn umfasste nun fast 2.000 km und war damit eines der größten in Russland. Die Gesellschaft wurde von Sawwa Iwanowitsch Mamontow kontrolliert. Nachdem Mamontow nach mehreren Fehlinvestitionen zahlungsunfähig geworden war, ging die Moskau-Jaroslawl-Archangelsk-Eisenbahn im April 1900 in den Besitz des russischen Staates über und wurde zunächst vom Finanzministerium, ab 1902 vom Verkehrsministerium geleitet. Im Januar 1907 wurde die Gesellschaft in Nordbahn umbenannt.

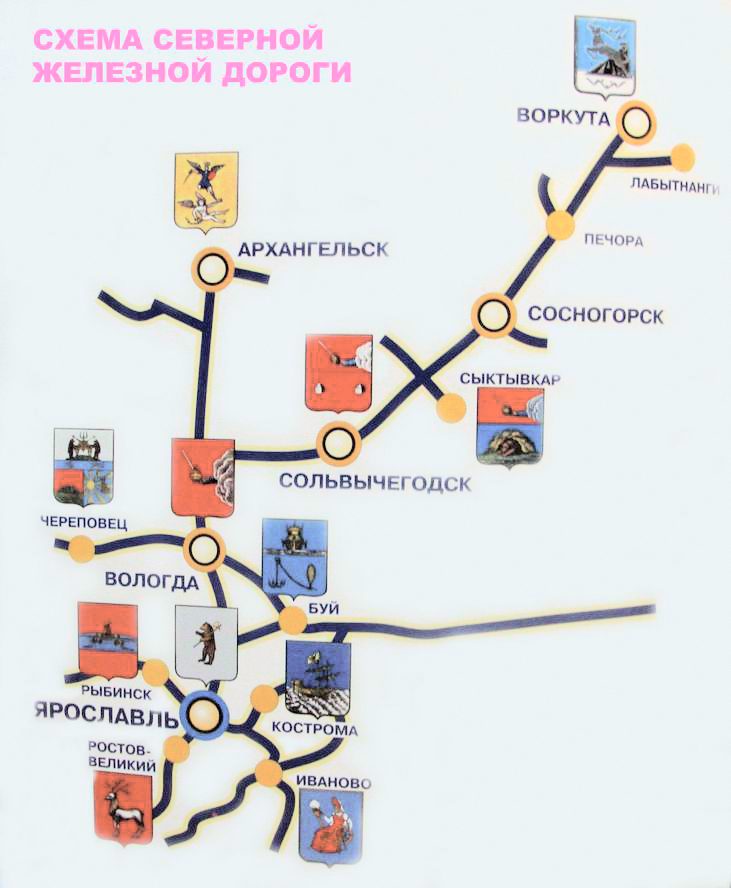
Streckenplan der Nordbahn (auf Russisch)

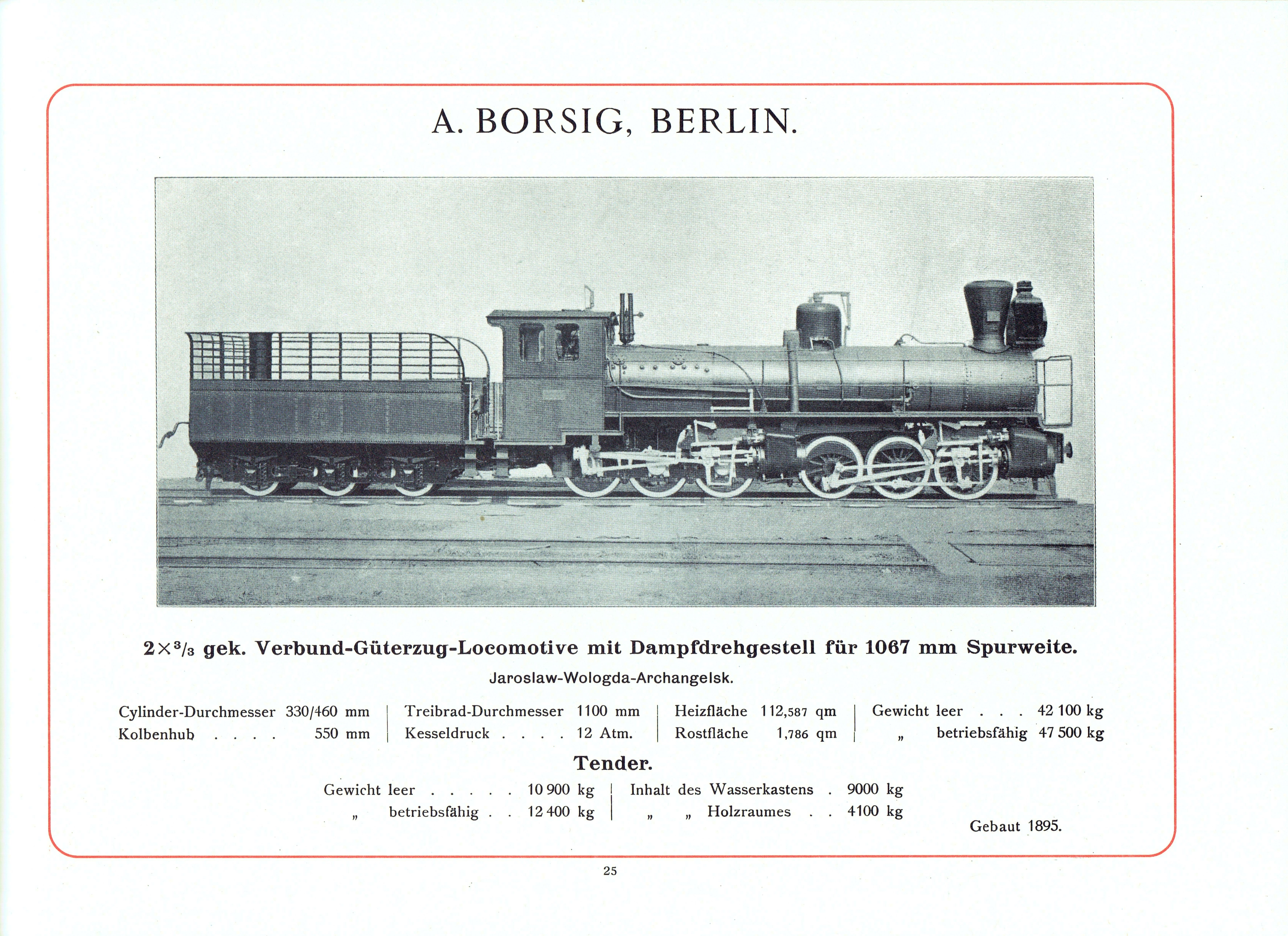
A. Borsig, Berlin: 2x×/3 gek. Tender-Lokomotive für 1067 mm Spurweite für Jaroslaw–Wologda–Archangelsk, gebaut 1895

In der Frühsowjetzeit wurde das Streckennetz trotz seiner enormen Bedeutung etwa für den Transport von Personen und Gütern während des Russischen Bürgerkrieges, längere Zeit nicht weiter ausgebaut. Die erste größere Erweiterung gab es erst 1942 mit der Inbetriebnahme des ersten Teilabschnitts der Nordpetschora-Eisenbahn, mit der erstmals Gebiete nördlich des Polarkreises an das sowjetische Eisenbahnnetz angebunden wurden.
Seit den 1920er-Jahren und vor allem in der Nachkriegszeit wurde eine Reihe von Strecken der Nordbahn elektrifiziert.

## Betrieb
Die Nordbahn gliedert sich in die fünf Regionalverwaltungen Archangelsk, Jaroslawl, Solwytschegodsk, Sosnogorsk und Wologda, die zusammen ein Streckennetz von rund 5956 km Länge verwalten. Im Jahr 2020 beschäftigte die Nordbahn 44.000 Mitarbeiter und beförderte rund 4,4 Millionen Fahrgäste im Fernverkehr, 5,8 Millionen Fahrgäste im Nahverkehr und 64,2 Millionen Tonnen Fracht im Güterverkehr. Der Abschnitt Rostow und Jaroslawl der Strecke Moskau–Jaroslawl ist Teil der Transsibirische Eisenbahn.